# Units per Letònia
Units per Letònia (en letó:Vienoti Latvijai) és un partit polític a Letònia d'ideologia centrista i populista.

## Història
Va ser fundat en 2011 a Rēzekne i el 2013 Ainārs Šlesers es va convertir en president del partit. Šlesers ha estat batejat com un dels tres «oligarques» prominents a la política letona, i amb Units per Letònia va marcar el seu retorn a la política electoral. Anteriorment va ser líder del Partit LPP/LC i ha participat a diversos governs de Letònia incloent quan va ser viceprimer ministre al Gabinet d'Aigars Kalvitis i Ministre de Transport al segon Gabinet Godmanis, tots dos són membres del partit. Altres polítics letons anteriorment prominents que ara també són membres del partit són Jānis Jurkāns i Jānis Straume.

## Resultats electorals

### Parlament (Saeima)
| Any elecció | Nombre de vots generals | % del vot general | Nombre d' escons | +/– |
| ----------- | ----------------------- | ----------------- | ---------------- | --- |
| 2014        | 10.788                  | 1.18              | 0/100            |     |